# Кюстендил и Кюстендилско
„Кюстендил и Кюстендилско“ e сборник от статии и изследвания в чест на 100-годишнината от основаването на читалището в Кюстендил (1869-1969). Сборникът е „израз на признателност и отплата към всички читалищни дейци от основаването на читалището до наши дни“.
Ведомствено издание на Окръжния народен съвет, Кюстендил, 1973 г., в 404 стр. и 71 черно-бели илюстраци и скици. Съставител: Гина Кръстева. Редакционна колегия: Г. Кръстева (отговорен редактор), проф. Б. Колев и Г. Константинов. Сборникът съдържа предговор на 22 статии, посветени на историята, изкуството и културата на Кюстендилския край.